# Campo Alegre (Alagoas)
Pour les articles homonymes, voir Campo Alegre.
Campo Alegre est une municipalité brésilienne dans l'État de l'Alagoas.